# Lee Perry
Lee "Scratch" Perry (født Rainford Hugh Perry 20. marts 1936 i Kendal, død 29. august 2021) var en jamaicansk musiker, der havde stor betydning for udbredelsen af genrer som reggae og dub. Han anvendte ofte pseudonymer herunder blandt andet Pipecock Jackxon og The Upsetter.
Hans debutalbum The Upsetter udkom i 1969.